# 법의학

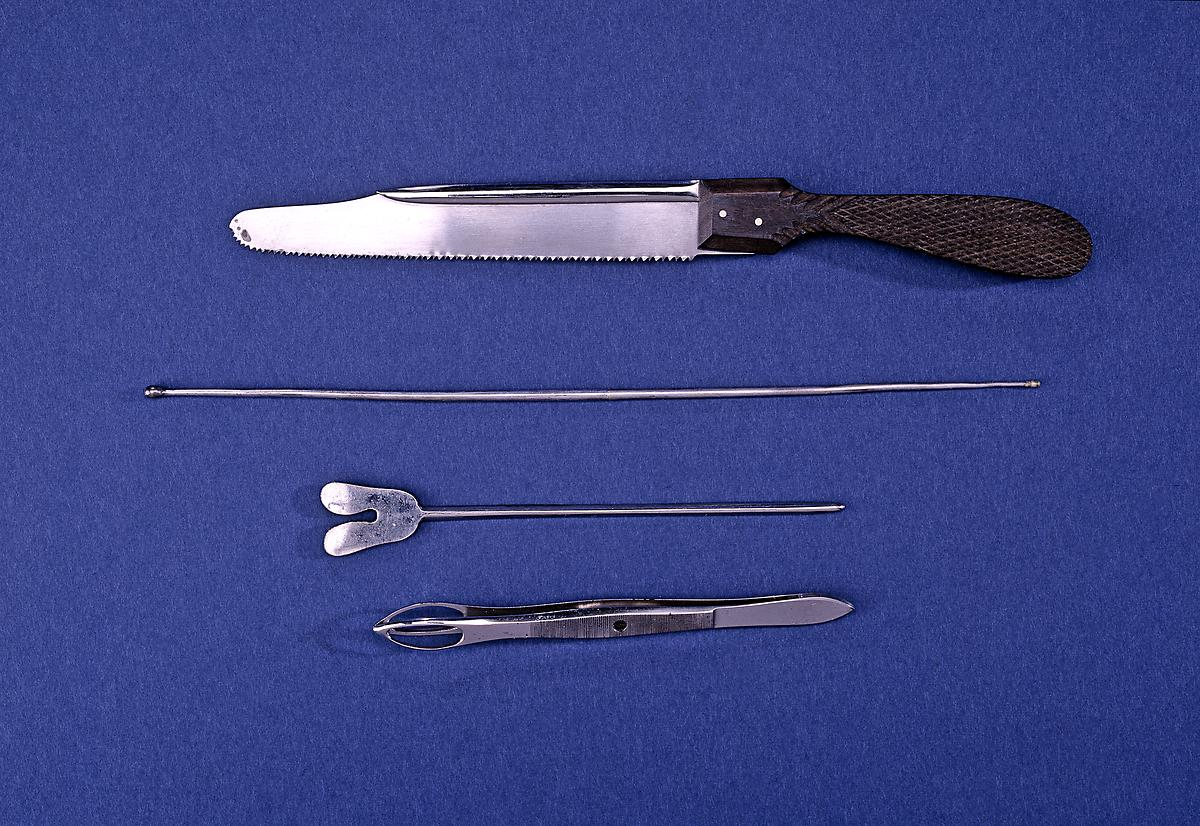
부검 도구들.

법의학(法醫學, 영어: forensic medicine)은 법과 관련된 의학적 문제를 연구하는 과이다. 보통 병리학을 전공한 의사들이 세부전공으로서 전공하고 있다. 법의학 제도를 논하는 데에 있어서 필수적으로 언급되는 것이 검시제도(necropsy)인데, 세계의 검시제도는 크게 영미법계의 전담검시제도와 대륙법계의 겸임검시제도로 나눌 수 있다. 대한민국의 경우 일본의 검시제도의 영향을 받아 대륙법계의 겸임검시제도를 채택하고 있다. 전담검시제도는 영국 등 영연방국가들, 미국에서 시행되고 있는데, 검시의 주체가 검시관(coroner) 혹은 법의관(medical examiner)으로서 검시를 전담하는 전문가가 검시의 책임자라는 점이 특징이다. 검시관은 의사가 아니며, 검시의 책임자지만 실제 검시는 의사(대부분은 대학의 병리학자)에게 의뢰하게 된다. 법의관은 의사이고, 병리학과 법의병리학을 전공한 전문의이다. 검시관 제도는 영국 및 여러 영연방국가와 미국의 일부 주에서 시행되고 있고, 법의관 제도는 미국에서 시행되고 있다. 겸임검시제도에서 검시의 책임자는 대개 검사이며, 대한민국에서도 검사가 검시권을 가진다.

## 역사
법의학의 역사는 오래 전부터 존재한다. 특히 조선 시대의 법의학은 상당한 체계를 자랑했는데, 유교적 사상에 의해 부검이 불가능함에도 비침습적 방법들 만으로도 놀라운 성과를 이뤄냈다. 조선 시대에 검시는 사건의 전모를 밝히는 데 핵심적인 역할을 했다.  
대부분의 검시과정은 비침습적으로 이뤄지고, 시신의 냄새 조절, 또 상처 확인에 그림에 제시된 당삽주 나 식초 등 여러 물품이 사용되었고, 모든 검시 결과는 <중수무원록> 등을 참고한 근거가 제시되어 있는 시장(검시보고서)이 제출되어야 했다. 유교적 질서를 표방한 나라지만, 인명이 관련된 살인 사건에 한해서는 반드시 실인(죽음의 원인)을 찾아내도록 5번까지의 검시가 이뤄지고 검시관 등이 의견 교환을 못하게 하여 공정성과 객관성이 유지되게 하였다. 흉악 사건이나 미제 사건의 경우, 왕이 직접 안핵어사를 파견해 조사했다. 이처럼 서양과학이 도입되기 전 조선 시대에도 법의학적 노력이 정의를 수호하고 백성들의 원통함을 없게 하려는 애민사상을 실현하였다.  

## 법의학의 분류
- 법의병리학
- 법정심리학
- 법의인류학
- 법의유전학
- 법의독물학

## 법의학 자료
- 사망, 죽음
- 죽음 법의학적 관점에서 본 죽음, 사망
- 죽음의 의학적 정의
- 부검
- 교통 사고 사망 교통사고 사망사에 대하여
- 질식사 질식사에 대하여
- 온도이상 저체온사, 고온사, 화상 사망
- 내인성 급사
- 뇌손상 사망 뇌 손상으로 인한 사망
- 손상사 부상으로 인해 죽음
- 익사
- 사후변화 사후 반응과 사망후 경과시간에 대한 법의학적 관점
- 외상

## 같이 보기
- 수사 (법률)
- 시체검안서
- 범죄심리학

## 참고 문헌
- 법의학, 윤중진, 고려의학, 1995.
- 최신법의학, 문국진, 일조각, 2001.
- 이윤성, 법의학의 세계, 살림출판사, 2003. ISBN 89-522-0143-4
- 강대영, 강현욱, 곽정식 외 9인, 법의학, 정문각, 2007. ISBN 978-89-7742-360-2
- 황적준, 법의학의 이해, 고려대학교 의과대학 강의록, 2010.